# Леди Гага
Сте́фани Джоа́нн Анджели́на Джермано́тта (англ. Stefani Joanne Angelina Germanotta); род. 28 марта 1986, Нью-Йорк, США), известная под сценическим псевдонимом Ле́ди Га́га (англ. Lady Gaga) — американская певица, автор песен, продюсер, филантроп и актриса. Имеет множество наград, среди которых 14 премий «Грэмми», 13 MTV Video Music Awards и 8 MTV Europe Music Awards, а также занимает четвёртое место в списке 100 величайших женщин в музыке по версии VH1. Журнал Time дважды (в 2010 и в 2019 годах) включал исполнительницу в список Time 100.
Родилась в Нью-Йорке в 1986 году в семье итальянского происхождения. После окончания средней школы, поступила в Школу искусств при Нью-Йоркском университете, но позже отчислилась из колледжа, чтобы начать музыкальную карьеру.
В 2008 году Леди Гага выпустила дебютный альбом The Fame, снискавший коммерческий успех и хорошо принятый критиками. Из альбома было выпущено пять синглов, два из которых — «Just Dance» и «Poker Face» — стали международными хитами, а «LoveGame» и «Paparazzi» имели умеренный успех. В 2009 году был выпущен мини-альбом The Fame Monster, как и его предшественник, разошедшийся большим тиражом. Выпущенные с пластинки синглы «Bad Romance», «Telephone» и «Alejandro» достигли вершин продаж во всём мире. Международный тур в поддержку альбома «The Monster Ball Tour» стал одним из самых прибыльных шоу за всю историю. Второй студийный альбом Born This Way возглавил чарты практически всех стран мира и стал вторым по количеству продаж в 2011 году. В его поддержку было выпущено пять синглов, четыре из которых стали международными хитами («Born This Way», «Judas» и «The Edge of Glory») или имели умеренный успех («Yoü and I»). Третий студийный альбом Artpop был выпущен 11 ноября 2013 года.
Лауреатка «Оскара» за лучшую песню к фильму («Shallow» из «Звезда родилась») и номинантка на эту премию в категории «Лучшая женская роль» (в том же фильме); двукратная номинантка на «Оскар» за лучшую песню к фильму («Til It Happens to You», «Зона охоты» и «Hold My Hand», «Топ Ган: Мэверик»).
Её общественная деятельность и гражданский активизм включают в себя проекты в области ментального здоровья и борьбу за права ЛГБТ. Принципиально поддерживает Демократическую партию США.

## Биография
Стефани Джоанн Анджелина Джерманотта родилась 28 марта 1986 года в Нью-Йорке и была старшим ребёнком в итальянской семье Джозефа (Джузеппе) и Синтии Джерманотта. Своё имя певица получила в честь своей умершей тёти Джоанны Стефани Джерманотты. У Стефани есть сестра Натали, которая младше её на шесть лет.
С раннего детства Стефани увлеклась музыкой, а к четырём годам самостоятельно научилась играть на фортепиано и вскоре стала записывать песни Майкла Джексона и Синди Лопер на детский кассетный магнитофон. Отчасти страсть к музыке передалась ей по наследству:

Отец, родом из Нью-Джерси, играл в группах при прибрежных клубах; одним словом, пытался идти по стопам Брюса Спрингстина. Так что музыка у меня в крови, и воспитали меня очень трудолюбивой. Я была совершенно бесстрашной девчонкой. Сколько бы меня ни сбрасывали, всё равно поднималась вновь.
— Lady GaGa для газеты Mail
В одиннадцатилетнем возрасте Стефани поначалу собирались направить в манхэттенскую Джульярдскую школу, но вместо этого она оказалась в школе Convent of The Sacred Heart, где училась, в частности, с сёстрами Хилтон и Кэролайн Кеннеди. Позже она говорила, что этих девочек видела лишь иногда, в коридорах. В школе ей нередко приходилось терпеть насмешки сверстниц, но в целом она с удовольствием вспоминает то время:

Некоторые девочки настроены были враждебно. Они смеялись надо мной, потому что я одевалась не так, как все, и уже пела в группах. Они не могли понять, почему я этим так увлечена. Но иногда мне доставалось всё внимание, потому что я была душой и сердцем каждой вечеринки.
— Lady GaGa
Окончив среднюю школу, Стефани поступила в Школу искусств при Нью-Йоркском университете (Tisch School of the Arts). Она оказалась одной из двадцати студентов, которые попали туда. К 14 годам она уже пела на сцене нью-йоркского клуба Bitter End, а также выступала на школьной театральной сцене Regis High School Repertory (одна из её ролей — Анна Андреевна в «Ревизоре») и в составе ансамбля Regis Jazz Band. В пятнадцатилетнем возрасте Стефани стала появляться в нью-йоркском даунтауне с группами Mackin Pulsifer и SGBand. Здесь под влиянием окружавших её музыкантов она решила сделать «что-нибудь провокационное в андерграундном рок-н-ролле». В клубах Стефани делала всё, чтобы обратить на себя внимание: появлялась в бикини и мини-шортах в блёстках, поджигала лак для волос и пугала присутствующих.
«На мне были леопардовые расцветки, волосы как у Эми Уайнхаус, я пела и играла на фортепиано, а в волосах у меня были орхидеи», — вспоминала она. Отец Стефани, антрепренёр по роду деятельности, был шокирован известием о том, что дочь посещает клубы Нижнего Ист-Сайда, где появляется в бурлеск-шоу с трансвеститами и танцовщицами. «Он несколько месяцев избегал смотреть мне в глаза», — говорила она. В то время «фэшн-иконами» Леди Гаги были Пегги Банди и Донателла Версаче.

### Начало музыкальной карьеры

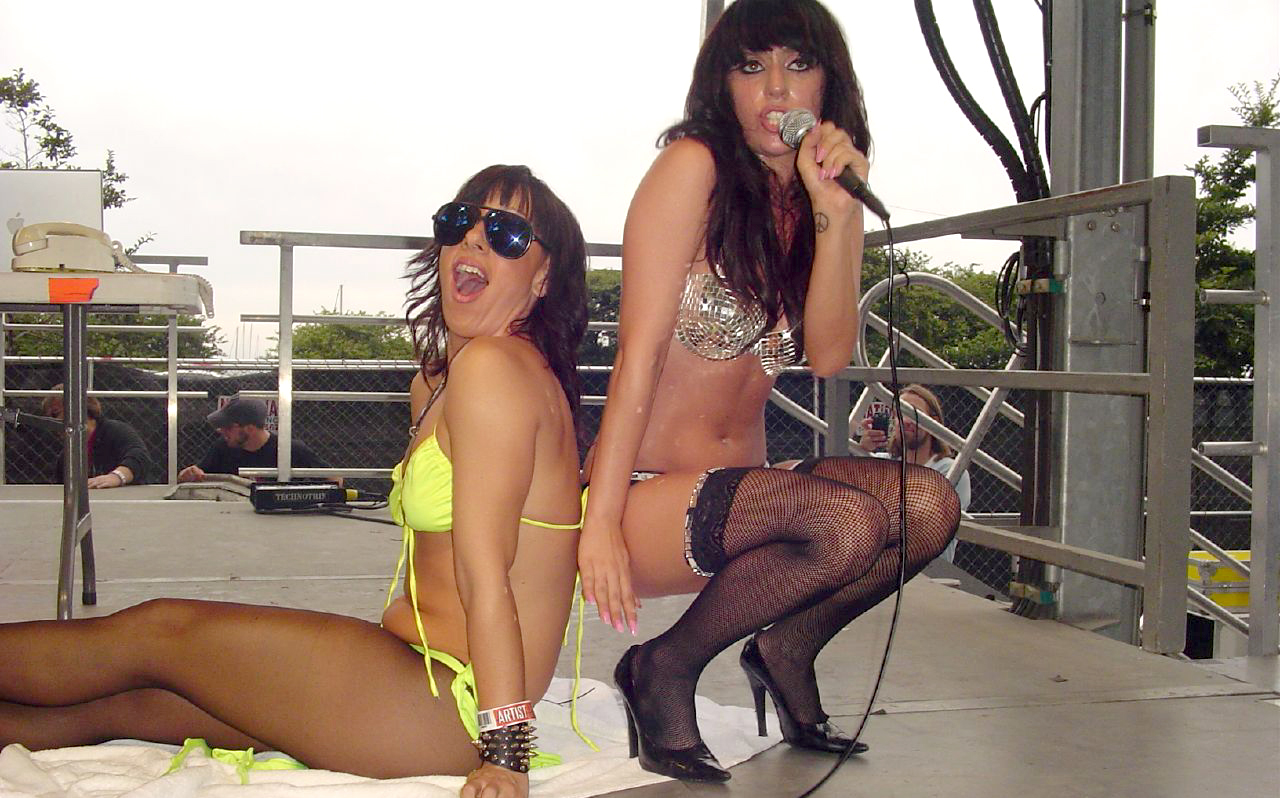
Леди Гага (справа) и Леди Старлайт на «Lollapalooza 2007»

В возрасте 19 лет Стефани решила покинуть колледж, чтобы начать строить свою музыкальную карьеру. Её отец стал давать некоторую сумму денег для того, чтобы мечта Стеф осуществилась. Но он поставил ей условие: если за этот год его дочь так и не сможет ничего добиться, она должна будет вернуться в колледж. Поселившись в маленькой квартирке на манхэттенской Ривингтон-стрит, к лету 2005 года Гага записала пару хип-хоп песен для аудиокниги. В 2006 году Стефани начала работать с музыкальным продюсером Робом Фьюзари, с которым написала несколько песен: все они вошли в её репертуар и стали популярными в клубах даунтауна: «Beautiful, Dirty, Rich», «Dirty Ice Cream», «Disco Heaven». В это же время она впервые использовала псевдоним Lady GaGa (от песни Queen «Radio Ga Ga»). Роб Фьюзари начал называть её так — за гримасы и позы, сходные с теми, что использовал Фредди Меркьюри. Свой первый контракт Леди Гага подписала с Def Jam, но потеряла его через 9 месяцев. Её сотрудничество с Фьюзари закончилось в январе 2007 года. Год спустя её заметил музыкальный функционер Винсент Херберт и в январе 2008 года подписал к лейблу Interscope Records, поначалу в качестве автора песен. Материал Леди Гаги был использован такими исполнителями, как Ферги, Pussycat Dolls, Бритни Спирс и New Kids on the Block.
В числе тех, на кого произвели впечатление вокальные и театральные способности Леди Гаги, был рэпер Эйкон: он прослушал её демозапись и подписал на лейбл KonLive Distribution.
В те же дни Леди Гага познакомилась с артисткой Lady Starlight: некоторые идеи последней она использовала при разработке своего сценического имиджа. Дуэт приступил к сотрудничеству — в частности, в таких проектах, как «Lady GaGa and The Starlight Revue» (ретро-варьете в стиле 1970-х годов), где Стефани играла на синтезаторе.

### The Fame(2008—2009)

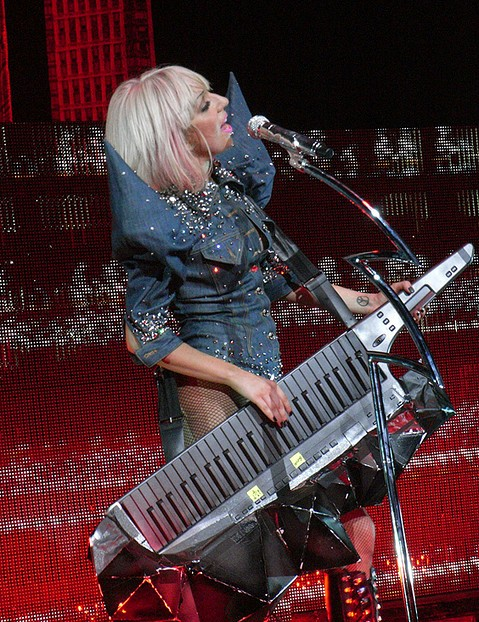
Леди Гага исполняет на клавитаре «Money Honey» в рамках The Fame Ball Tour в Лондоне

При непосредственном участии Эйкона Леди Гага начала готовить авторский материал для дебютного альбома с продюсером RedOne. Целью их творческого дуэта стало — соединение электро-глэма (с элементами стиля Боуи и Queen) с хип-хоповскими мелодиями и ритмами, но с сохранением рок-н-ролльного настроя.

Фредди Меркьюри и Дэвид Боуи были для меня ключевым влиянием. Когда я выступала в нью-йоркских клубах, многие лейблы считали меня слишком театральной. Потом, когда я прослушивалась для мюзиклов, продюсеры говорили, что я слишком попсовая. Я не знала, что делать, пока не открыла для себя Боуи и Queen. Их песни сочетали в себе поп и театр — и я увидела перед собой путь вперёд.
— Леди Гага
Первая записанная ими песня, «Boys, Boys, Boys», была вдохновлена хитом Mötley Crüe «Girls, Girls, Girls», куда были введены элементы песни AC/DC «T.N.T.» В августе 2007 года Леди Гага и The Starlight Revue выступили на фестивале Lollapalooza. Здесь же она получила замечание от полицейского по поводу её «непристойного самообнажения». К 2008 году Леди Гага переехала в Лос-Анджелес и приступила к работе над дебютным альбомом The Fame.

The Fame — о том, что каждый может почувствовать себя знаменитым. Поп-культура это форма искусства. Нет ничего крутого в том, чтобы ненавидеть поп. Я приняла эту форму искусства, и этот альбом — тому подтверждение. Но это — слава, которой можно поделиться с другими. Я хочу пригласить всех вас на party. Хочу, чтобы люди почувствовали себя частью этого стиля жизни. — Леди Гага

The Fame вышел в августе 2008 года в Канаде (где поднялся до #2), Австралии (#7) и некоторых европейских странах. 28 октября альбом вышел в США и дебютировал на #17 (тираж первой недели составил 24 тыс.), поднявшись вскоре на вершину Billboard Top Electronic Albums. К сентябрю 2010 года он провёл в топ-75 UK Albums Chart рекордные 154 недели, побив предыдущий рекорд Oasis в 134 недели. В целом он получил позитивные отзывы критики: Times Online охарактеризовал его как «фантастический микс баллад под Боуи, среднетемповых драматических номеров в духе Queen и синт-данс-треков, высмеивающих богатых детишек, жаждущих получить славу любой ценой».

#### «Just Dance»
Первый сингл альбома, «Just Dance», вышел 8 апреля 2008 года и возглавил хит-парады Австралии и Канады. В октябре он поднялся на первое место Billboard Hot 100 и Billboard Pop 100. 4 декабря 2008 года сингл достиг 9-й позиции в российском радио-чарте, повторил успех сингл Poker Face, выпущенный 29 сентября 2008 года и добравшийся до второго места.

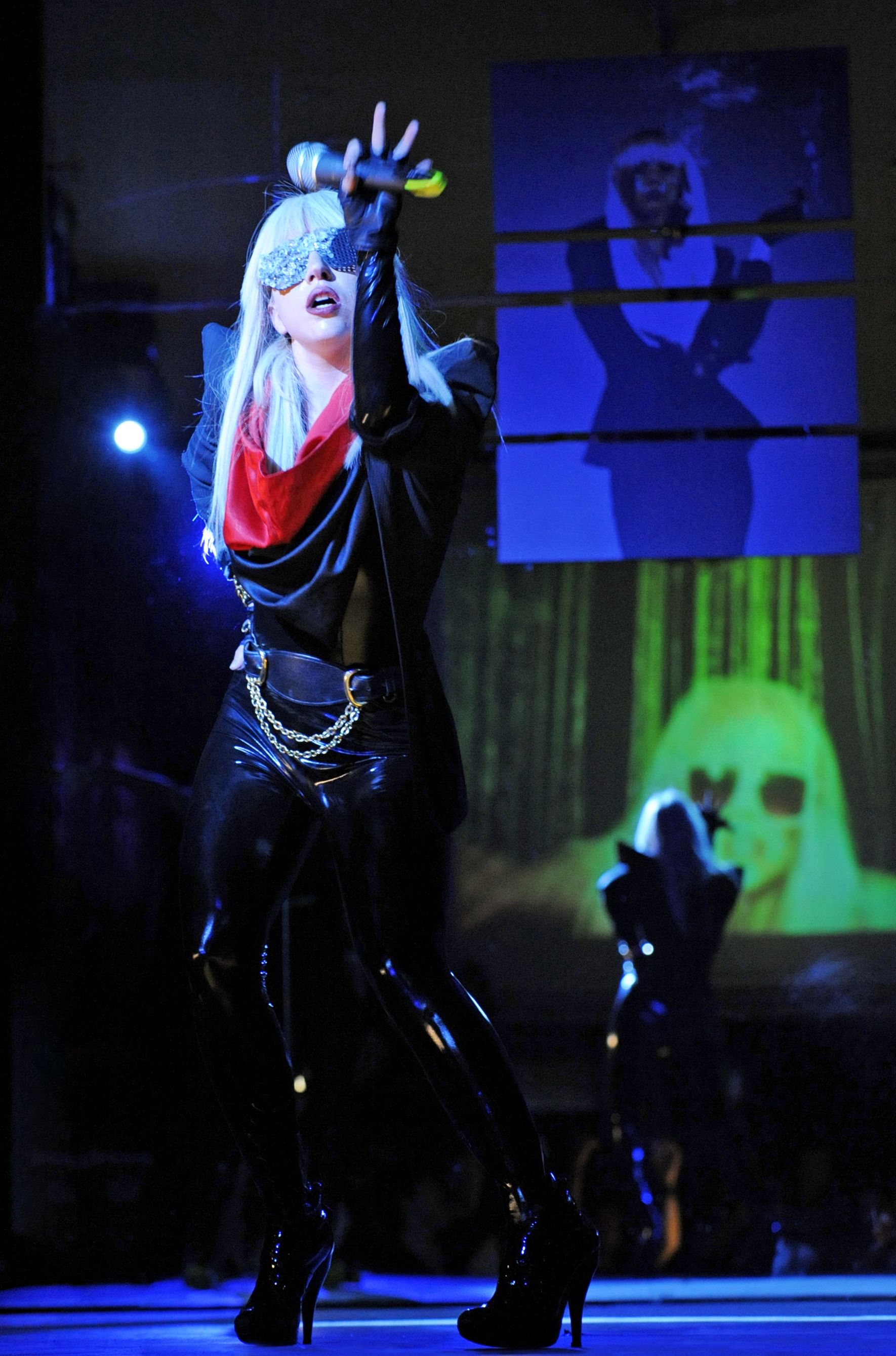
Леди Гага исполняет «Just Dance» на промотурне в Монреале

Первое выступление Леди Гага на телевидении состоялось 14 июля 2008 года во Вьетнаме на конкурсе «Мисс Вселенная», где во время конкурса в купальниках певица исполнила песню «Just Dance».
Осенью 2008 года Леди Гага дала свой первый концерт с реформированными New Kids on the Block: это гастрольное сотрудничество продолжалось месяц. В декабре 2008 года Леди Гага появилась в списке BBC Sound of 2009 в одном ряду с другими восходящими звёздами наступающего года. В январе она вышла в турне с Pussycat Dolls по Европе и странам Океании.
17 января 2009 года «Just Dance» поднялся на вершину UK Singles Chart: к тому времени британская пресса уже называла её «новой Мадонной». «Это была моя давняя мечта — получить хит в Британии: мои фэны там так сексуальны, а люди в целом необычайно изобретательны и свободны в своём отношении к поп-культуре и музыке», — заметила певица.
Вышедший почти сразу вслед за ним (24 января) сингл «Poker Face» возглавил британский чарт 28 марта и, как и «Just Dance», оставался на вершине 3 недели. В последнюю неделю лидирования «Poker Face» на первом месте (в альбомном чарте Великобритании) вышел и альбом The Fame.
«Just Dance» был номинирован на «Грэмми» (Best Dance Recording), но уступил «Harder, Better, Faster, Stronger» (Daft Punk).
18 февраля 2009 года Леди Гага вместе с Брэндоном Флауэрсом из The Killers и Pet Shop Boys выступила на церемонии вручения Brit Awards, где, в частности, исполнила партию Дасти Спрингфилд из песни «What Have I Done to Deserve This?».
Первый тур Леди Гаги по Северной Америке начался 12 марта 2009 и закончился в сентябре 2009 года; отзывы критиков на эти концерты были, в основном, восторженными.
6 сентября 2009 года Леди Гага была официально объявлена «королевой скачивания» (Queen of Download) после того, как в списке «40 самых скачиваемых песен всех времён» (Top 40 Music Download Chart of All Time), опубликованном The Official Charts Company (и приуроченном к 5-летию со дня образования этой британской компании), «Poker Face» оказался на #1 (779 тыс.), а «Just Dance» — на #3 (700 тыс.). 25 сентября 2009 года альбом The Fame получил статус платинового в России.

#### «Paparazzi»
В июне 2009 года Канье Уэст объявил о предстоящих совместных гастролях с Леди Гагой (отметив, что является большим поклонником её творчества).
В начале июля 2009 года вышел сингл Леди Гаги «Paparazzi»; он поднялся до #4 в UK Singles Chart. В ходе съёмок видеоклипа Леди Гага (которую «Гардиан», разместившая это видеоинтервью, называет «самой провокационной из поп-звёзд») об истории создания «Paparazzi» сказала:

На создание этой песни изначально меня вдохновили <стилизованные под полицейские> фотоснимки некоторых очень знаменитых девушек Бонда. Тогда я поняла: слава — действительно форма искусства. Так что, это видео о трёх вещах: о смерти, о моде и о знаменитостях на продажу.
Оригинальный текст (англ.)When I originally wrote this record, I was inspired by mugshots of some very famous Bond girls. And I decided that there’s really an art to fame. So this video is about three things: death, fashion, and famewhoring.

Гага выступила на церемонии вручения наград VMA 2009.

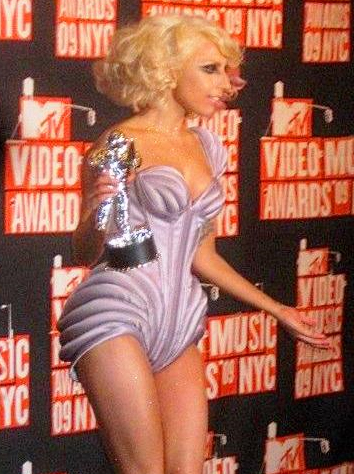

### The Fame Monster(2009—2010)

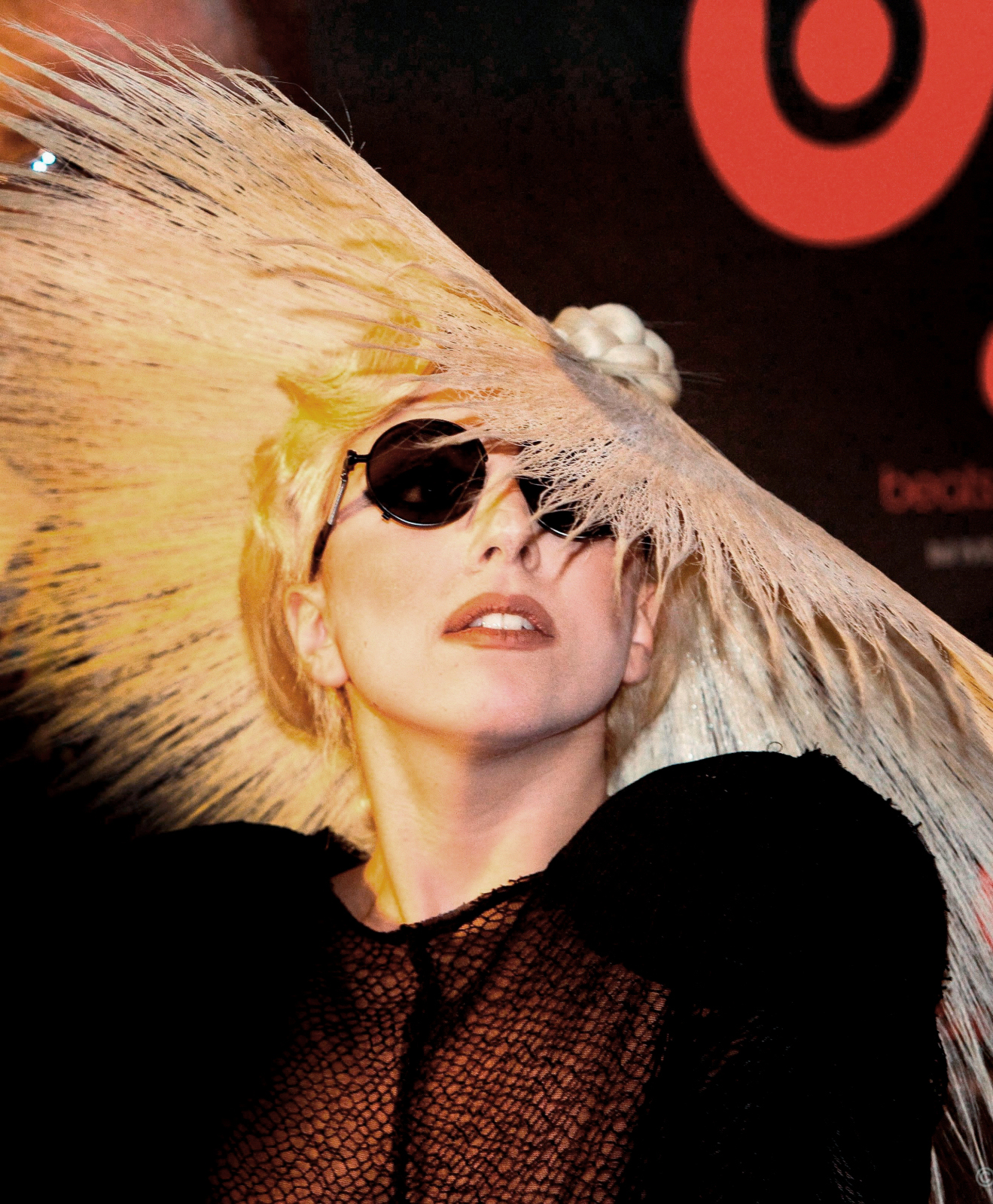
Леди Гага на мероприятии «Monster Booth»

Первоначально предполагалось, что перевыпуск дебютного альбома The Fame будет реализован в виде обычного двойного диска, во вторую часть которого войдут треки, не включённые в основной релиз. Однако Леди Гага решила выпустить новый материал в формате EP, таким образом «перебросив мостик» от первого к следующему полноформатному альбому.
Релиз мини-альбома The Fame Monster состоялся 23 ноября 2009 года. В чартах многих стран он не появился (тиражи были суммированы с тиражами The Fame), исключение составили США, Канада и Япония.
Первым синглом из альбома вышел «Bad Romance»: он поднялся до первой позиции в Канаде и Бельгии, до третьей — в Австралии, второй — в Billboard Hot 100, до #3 в Британии и стал первым синглом певицы, поднявшимся на вершину российского радиочарта. По результатам 2009 года Леди Гага стала самым ротируемым исполнителем в московском радиоэфире.
Альбом получил в чём-то противоречивые, но в целом высокие оценки критиков: в частности, Саймон Прайс (The Independent), Пол Лестер (BBC Music) и Китти Эмпайр (The Observer) сочли его оригинальным, крайне эксцентричным произведением, не являющимся формальным приложением к дебютному альбому и имеющим несомненную самостоятельную ценность. Успех Fame Monster позволил Гаге начать свой второй концертный тур, The Monster Ball Tour, через несколько недель после выхода альбома и окончания The Fame Ball Tour. Тур закончился в мае 2011 года. За время шоу было получено множество положительных отзывов и восторженных комментариев.
31 января 2010 года на церемонии в лос-анджелесском Staples Center Леди Гага получила две премии «Грэмми»: за лучшую танцевальную запись года («Poker Face») и лучший танцевальный/электронный альбом (The Fame).
17 февраля 2010 года Леди Гага стала главной героиней прошедшей в Лондоне церемонии вручения Brit Awards: она победила в трёх номинациях: «Лучшая зарубежная исполнительница», «Международный прорыв года» (International Breakthrough of the Year) и «Лучший зарубежный альбом».
«Telephone», второй сингл из The Fame Monster, записанный певицей при участии Бейонсе Ноулз, возглавил список Billboard Pop Songs (поднявшись в Hot 100 до #3), а в конце марта 2010 года — и UK Singles Chart. В марте, в интервью MTV UK, певица сообщила о начале работы над новым альбомом и о том, что «сердцевина его уже готова». 16 апреля 2010 года было объявлено, что видеоклипы Леди Гаги собрали на YouTube и Vevo в общей сложности 1 млрд просмотров: она стала первой, кому удалось достичь этот рубеж. В том же месяце журнал Time включил её в число «100 самых влиятельных людей года».
В июне 2010 года Леди Гага в интервью Ларри Кингу на телеканале CNN сообщила, что врачи нашли у неё предрасположенность к системной красной волчанке, однако на тот момент волчанки у неё не было. Осенью 2010 года информация о болезни певицы снова начала обсуждаться в прессе.
В сентябре 2010 года на очередной церемонии MTV VMA Леди Гага выиграла в восьми номинациях, что стало рекордом премии. Тогда же она попала в Книгу рекордов Гиннесса как самая популярная женщина по количеству поисковых запросов в Интернете (ранее ей была Сара Пэйлин). В октябре 2010 года Леди Гага стала первым музыкантом, количество просмотров видеоклипов которого на YouTube превысило миллиард.

### Born This Way(2011—2012)

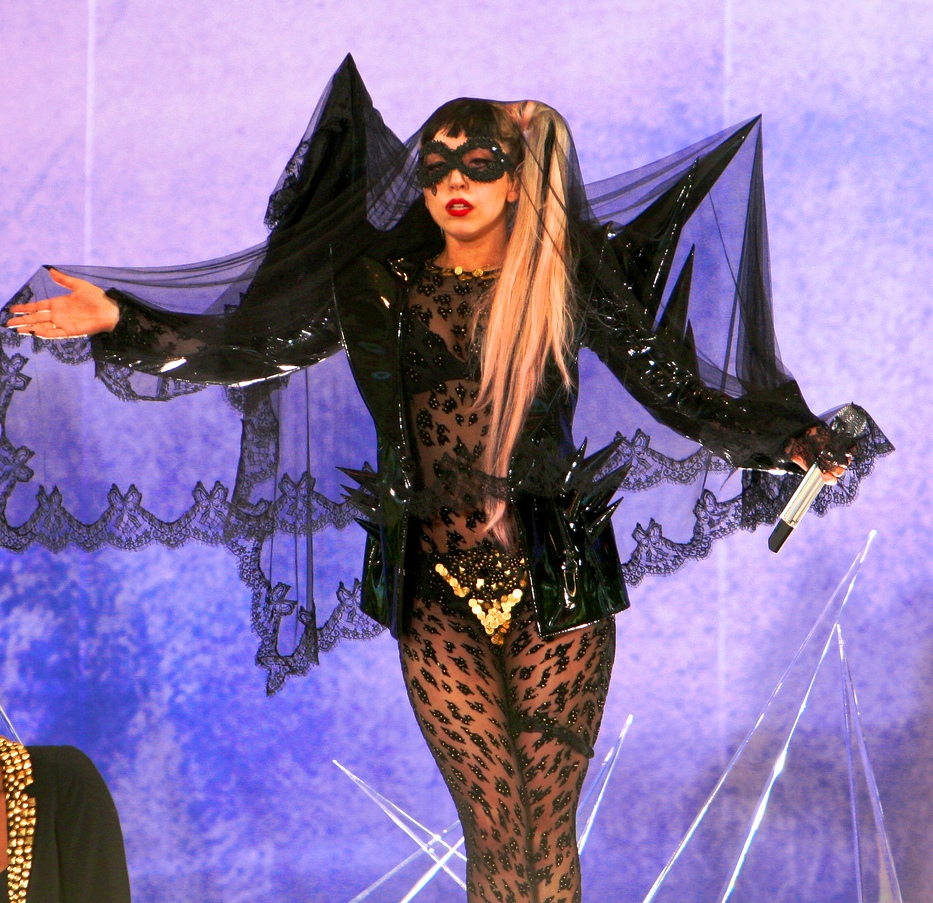
Леди Гага исполняет «The Edge of Glory» на шоу «Good Morning America»

К марту 2010 года в интервью MTV Соединённого Королевства Гага заявила, что она начала работу над своим новым студийным альбомом и уже закончила главную песню альбома. В сентябре она объявила название своего третьего студийного альбома Born This Way во время своей речи на церемонии MTV Video Music Awards 2010. Уже известно, что туда войдёт песня, которую Леди Гага исполняла в различных ток-шоу, а также на The Monster Ball Tour «You and I».
Леди Гага официально объявила в своём Твиттере, что её новый сингл «Born This Way» выйдет 13 февраля 2011 года, а сам альбом — 23 мая того же года. 19 января 2011 года Леди Гага презентовала ремикс на показе мод в Париже, ремикс получил название «Scheisse» (нем. «дерьмо»). 11 февраля певица презентовала первый сингл Born This Way с одноимённого альбома. 18 февраля певица в интервью Rolling Stone рассказала о шести песнях с нового альбома. 28 февраля Леди Гага представила новый видеоклип на песню «Born This Way». 15 апреля состоялась премьера сингла «Judas». В тот же день Леди Гага в своём твиттере опубликовала обложку нового альбома. 9 мая был выпущен промосингл «The Edge of Glory», но из-за огромного количество положительных отзывов и хороших продаж, было принято решение сделать его полноценным синглом. 16 мая состоялась премьера промосингла «Hair». 19 мая альбом Born This Way был официально выпущен во Франции, но в первый же час после релиза благодаря интернету разлетелся по всему миру. Альбом получил положительные оценки критиков. За первую неделю было продано более 1,921 млн копий альбома.
Весной 2011 года появилась информация о том, что Леди Гага отдала свою песню «The Greatest Thing» (которая не вошла в дебютный альбом Гаги) певице Шер. В конце лета 2011 года информация подтвердилась. Изначально планировалось, что Гага запишет бэк-вокал для песни, но в дальнейшем Шер и Леди Гага записали дуэт. В начале июня 2013 года Шер объявила о том, что «The Greatest Thing» не войдёт в её 26-й студийный альбом Closer to the Truth.
15 августа Гага объявила через свой аккаунт в Твиттере, что она записала песню «PartyNauseous» с Кендриком Ламаром, которая станет третьим синглом из дебютного альбома Кендрика Good Kid, Mad City. Но 4 октября через LittleMonsters.com Гага попросила прощения у фанатов, сказав, что не смогла найти компромисс с командой Кендрика, поэтому песня не войдёт в новый альбом Кендрика и выйдет намного позже. Также трек «Bitch, Don’t Kill My Vibe» был изначально записан с Леди Гагой.
В конце апреля 2012 года на Олимпийском стадионе в Сеуле стартовал новый, третий, мировой тур «Born This Way Ball Tour», состоящий из 110 шоу по всему миру. Born This Way Ball имел большой коммерческий успех. Но из-за травмы в правом бедре Гага отменила оставшиеся даты тура в феврале 2013 года.

### Artpop(2013—2014)
Новые песни для альбома начали создаваться ещё в начале 2012 года с продюсером Фернандо Гарибеем. Винсент Герберт сказал, что работа над проектом велась во время The Born This Way Ball Tour. Гага охарактеризовала альбом как «масштабную вечеринку в ночном клубе». В тот момент певица начала сотрудничество с фотографом Терри Ричардсоном, над фильмом об альбоме. Альбом был выпущен 11 ноября 2013 года, на физических копиях и цифровом формате. Релиз альбома сопровождался приложением для смартфонов и планшетных компьютеров. Artpop занял первую строчку в американском чарте Billboard 200, став вторым альбомом певицы который возглавлял данный чарт, с продажами в 258000 копий альбома в первую неделю. Работа получила смешанные отзывы критиков. Два сингла из Artpop, «Applause» и «Do What U Want» (записан совместно с R.Kelly), были успешны в коммерческом плане. В конце 2013 года исполнительница, ссылаясь на творческие разногласия, прекратила сотрудничество со своим менеджером Троем Картером. 28 марта 2014 года, в двадцать восьмой день рождения Гаги, был выпущен третий сингл «G.U.Y.».
Гага снялась в фильме Роберта Родригеса «Мачете убивает» в роли одного из образов убийцы Ла Хамелион. Картина получила отрицательные отзывы и плохо проявила себя в прокате. За роль Гага была номинирована на «Золотую малину» в категории «Худшая актриса второго плана». 16 ноября 2013 года, Гага приняла участие в эпизоде шоу Saturday Night Live, а также выступила с Ар. Келли. В конце ноября Гага провела свой второй ТВ день благодарения Lady Gaga and the Muppets' Holiday Spectacular, где она исполнила песни с альбома совместно с Мапетами («Venus», «Applause», «Gypsy» и «Santa Baby»), Ру Полом («Fashion!»), Элтоном Джоном («Artpop»), Джозефом Гордоном-Левиттом («Santa Baby»). Гага исполнила эпизодическую роль в фильме Город грехов 2: Женщина, ради которой стоит убивать.

### Cheek to Cheek(2014—2015)
В 2012—2014 годах исполнительница записала джазовый альбом Cheek to Cheek с американским певцом Тони Беннеттом. Начало работе над альбомом положила запись совместного сингла «The Lady Is a Tramp», состоявшаяся в 2011 году. Изначально выход альбома планировался на 1 января 2014, но дата была перенесена на четвёртый квартал 2014 года. В итоге альбом вышел в свет 23 сентября 2014 года. 31 декабря 2014 года в Лас-Вегасе открылся первый совместный тур Леди Гаги и Тони Беннетта в поддержку альбома. Всего дано 37 концертов.
В начале 2015 года Гага планировала стать первым в истории исполнителем, который выступит в космосе. Но чуть позже полёт отменили. Тем не менее, Гага всё ещё хочет слетать в космос. Также 27 февраля стало известно, что певица участвует в съёмках пятого сезона популярного хоррор-сериала «Американская история ужасов» под названием Hotel. Она сыграла роль Графини Элизабет, владелицы отеля.
22 февраля 2015 года Леди Гага выступила на 87-й церемонии вручения кинопремии «Оскар», исполнив несколько песен из киномюзикла «Звуки музыки».
12 июня 2015 года исполнила песню Джона Леннона «Imagine» под собственный аккомпанемент на церемонии открытия Европейских игр в Баку.
18 сентября 2015 года вышла композиция «Til It Happens to You» записанная для документального фильма The Hunting Ground (2015), посвящённая теме сексуального насилия в студенческих кампусах. Авторами песни выступили сама Леди Гага и Дайан Уоррен. Песня получила положительные отзывы музыкальных критиков и была номинирована и на премию Грэмми-2016 в категории Best Song Written for Visual Media и на премию Оскар-2016 в категории за лучшую песню к фильму.

### Joanneи Супербоул LI (2016—2018)
10 января 2016 года получила премию Золотой глобус в номинации Лучшая актриса в телефильме или мини-сериале за роль графини Элизабет Джонсон в телесериале «Американская история ужасов: Отель».
15 февраля 2016 года на Грэмми, Леди Гага почтила память Дэвида Боуи исполнив такие песни как: «Space Oddity», «Changes», «Ziggy Stardust», «Suffragette City», «Rebel Rebel», «Fashion», «Fame», «Under Pressure», «Let’s Dance» и «Heroes».
28 февраля 2016 года выступила на церемонии вручения наград «Оскар» с песней «Til It Happens to You».
Выпуск пятого альбома Леди Гаги был запланирован на 2016 год. На данный момент было известно, что над новым альбомом Гага работала с такими продюсерами как RedOne («Poker Face», «Bad Romance», «Judas»), Дайан Уоррен («Til It Happens to You»), Марк Ронсон и Элтон Джон.
7 февраля 2016 года ей выпала честь исполнить национальный гимн США во время перерыва популярнейшего соревнования по американскому футболу — Супербоула.
21 октября 2016 года вышел пятый студийный альбом Joanne.

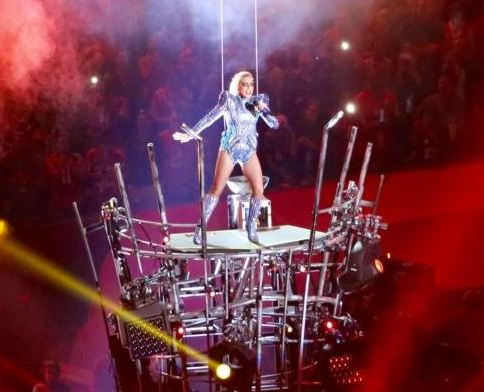
Леди Гага во время выступления на Супербоуле

5 февраля 2017 года Леди Гага вновь появилась в перерыве Супербоула, но уже с полноценным концертным номером — она исполнила свои самые знаменитые хиты, а также песню «Million Reasons» из альбома «Joanne».
16 апреля стала хедлайнером на музыкальном фестивале Coachella, заменив беременную Бейонсе. Там же представила свою новую песню «The Cure». Композиция менее чем за сутки возглавила «iTunes» США, Великобритании, Австралии и ещё 50 других стран.
18 сентября Леди Гага объявила о переносе части европейского турне из-за проблем со здоровьем, певица страдает довольно редкой болезнью — фибромиалгией.
Гага сыграла главную роль в мюзикле Брэдли Купера «Звезда родилась», который является ремейком одноимённого фильма 1937 года. Мировая премьера состоялась 5 октября 2018 года. На 91-й церемонии вручения наград Американской киноакадемии «Оскар-2019» номинировалась одновременно в категориях «Лучшая актриса» и «Лучшая песня к фильму»]].
В декабре 2017 года певица подписала контракт о проведении серии концертов в развлекательном комплексе MGM Park Theater (Лас-Вегас) в течение двух лет, начиная с декабря 2018 года.
По итогам 2018 года Леди Гага заняла пятую позицию в рейтинге самых высокооплачиваемых певиц мира-2018, опубликованном журналом Forbes. Её доход за 2018 год составил 50 миллионов долларов.
В феврале 2019 года совместно со своим визажистом Сарой Тано, при поддержке компании Amazon, открыла косметический бренд HAUS Laboratories.

### Chromatica(2020)
29 мая 2020 года Леди Гага выложила в сеть свой шестой студийный альбом. Изначально релиз альбома планировался на 10 апреля, но был отложен из-за пандемии COVID-19. Перед выходом альбома был открыт предзаказ на коллекцию нового мерча.
Шестой студийный альбом Леди Гаги, Chromatica, был выпущен 29 мая 2020 года и получил положительные отзывы. Он дебютировал в чартах США, став её шестым по счёту альбомом № 1 в стране, и занял первое место в более чем дюжине других стран, включая Австралию, Канаду, Францию, Италию и Великобританию. Альбому предшествовали два сингла: «Stupid Love», 28 февраля 2020 года, и «Rain on Me» с Арианой Гранде, 22 мая. Последний дебютировал под номером один в США, сделав Гагу третьим человеком, который возглавил рейтинг страны в 2000-х, 2010-х и 2020-х годах.
Также Гага намеревалась изобразить Патрицию Реджани, которая была осуждена за наём киллера, чтобы убить своего бывшего мужа и бывшего главу дома моды Gucci Маурицио Гуччи, в новом фильме режиссёра Ридли Скотта.
В августе 2020 года Гага выступила на премии MTV VMA 2020 с попурри из альбома Chromatica, получив рекордные 9 номинаций на этой церемонии в этом году, она выиграла в 4 из них. Кроме того, Гага стала первым человеком, получившим премию MTV Tricon Award, которая признаёт вклад артиста в различные сферы, организаторы премии признали влияние Леди Гаги в качестве певицы, актрисы и активиста.

### Love for sale(2021)
20 января 2021 Леди Гага исполнила гимн Америки на инаугурации 46-го президента США Джо Байдена. Особого внимания удостоилось платье певицы, изготовленное брендом Schiaparelli. Оно состояло из приталенного пиджака, украшенного брошью, изображающей голубя с оливковой ветвью, и объёмной красной юбки. В ноябре этого же года певица рассказала, что платье было изготовлено из пуленепробиваемой ткани, и назвала его одной из самых любимых вещей, которые она когда-либо надевала.
В феврале 2021 года на помощника певицы Райана Фишера во время выгула её собак было совершено вооружённое нападение. Его госпитализировали с огнестрельным ранением. Два французских бульдога — Коджи и Густав — были похищены (третья собака, по кличке Мисс Азия, убежала, но вскоре была найдена). Гага, которая в это время находилась в Риме на съёмках, пообещала награду в 500.000 $ за возвращение похищенных питомцев. И 26 февраля некая женщина привела в полицейский участок двух собак, которых, по её словам, нашла. Сначала полиция считала её непричастной к преступлению, но 29 апреля она вошла в состав пяти человек, которым предъявили обвинения в связи со стрельбой и кражей животных.
В сентябре 2021 года Леди Гага выпустила третий альбом ремиксов, Dawn of Chromatica, включающий в себя 14 ремиксов на композиции из её шестого студийного альбома Chromatica.
В октябре 2021 года Леди Гага выпускает второй джазовый студийный альбом, записанный с Тони Беннетом — Love for Sale. Для Гаги эта работа становится седьмой студийной пластинкой. Весь альбом состоит из кавер-версий произведений Коула Портера. Релиз заглавного трека альбома состоялся 20 сентября на цифровых площадках.
Леди Гага также появилась в качестве одной из приглашённых знаменитостей в спецэпизоде сериала «Друзья», она исполнила легендарную песню Фиби Буффе «Драный кот» (Smelly Cat) вместе с Лизой Кудроу. Когда звучала строчка «Ты не друг тем, у кого есть нос», Гага провела пальцем по собственному носу, что было отсылкой как к большим размерам её носа, так и к её героине из фильма «Звезда родилась», комплексовавшей из-за этого.
В ноябре 2021 в прокат вышел фильм Ридли Скотта «Дом Гуччи», где Гага исполнила роль Патриции Реджани. Картина рассказывает о непростых взаимоотношениях Патриции и её мужа Маурицио Гуччи, (Адам Драйвер), закончившихся его заказным убийством. Картина окупила свой бюджет, однако была неоднозначно воспринята критиками, которые тем не менее высоко оценили работу Гаги и Драйвера.

### 2022—2024
В мае 2022 выпустила лид-сингл «Hold My Hand» к саундреку для фильма «Топ Ган: Мэверик», который был номинирован на премию «Оскар» за лучшую песню к фильму.
В августе 2024 года выпустила совместный с Бруно Марсом сингл «Die With A Smile».

## Личная жизнь
14 февраля 2015 года, в День святого Валентина, Леди Гага приняла предложение руки и сердца от своего возлюбленного, 33-летнего актёра Тейлора Кинни, с которым она познакомилась в 2011 году на съёмках клипа «Yoü and I». Пара собиралась сыграть свадьбу.
В июле 2016 года Леди Гага объявила, что рассталась со своим женихом.
В феврале 2017 года стало известно об отношениях Леди Гаги с её агентом Кристианом Карино. Летом 2017 года пара была помолвлена, но в связи с ухудшением состояния здоровья певицы, а также плотным гастрольным графиком подготовка к свадьбе была отложена. Помолвка была расторгнута в феврале 2019 года накануне церемонии «Оскар».
С февраля 2020 года Гага встречается с предпринимателем Майклом Полански.
Леди Гага была крещена как католичка. Она назвала себя «христианкой», «практикующим католиком», при этом уверена, что Бог любит всех, в том числе, ЛГБТ-людей.

## Взгляды и убеждения

### ЛГБТ-активизм

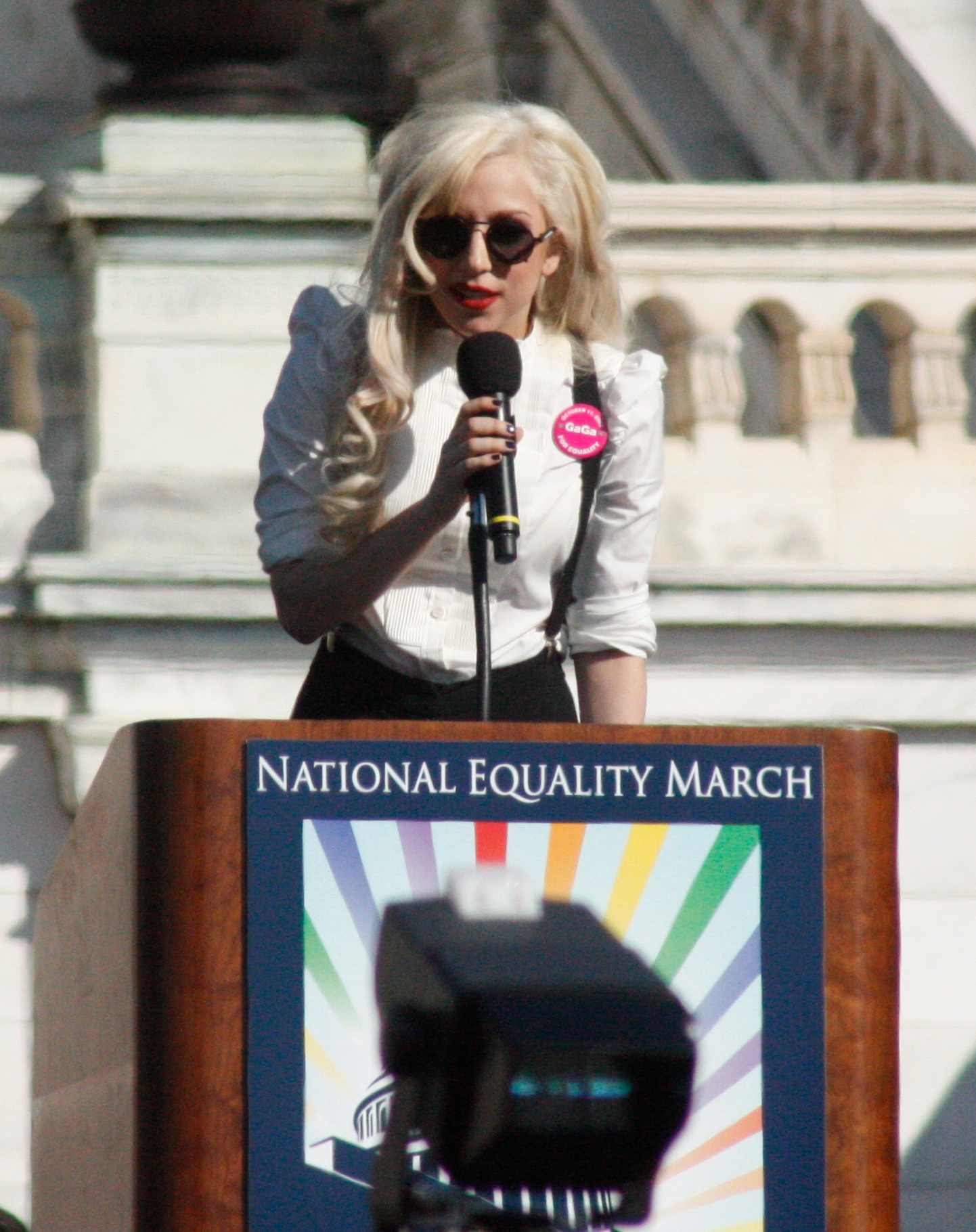
Леди Гага на митинге в поддержку прав человека в отношении геев и лесбиянок

Леди Гага известна своей активной позицией относительно прав человека в отношении ЛГБТ-движения. В частности, она активно выступала за отмену закона «Не спрашивай, не говори», который запрещал открыто заявляющим о своей гомосексуальности людям служить в Вооружённых силах США. Так, на церемонию вручения наград MTV Video Music Awards 2010 (где она выиграла 8 номинаций) Леди Гага пришла в сопровождении эскорта военных, уволенных из армии из-за разглашения их сексуальной ориентации. А накануне обсуждения закона она обратилась к Сенату США с просьбой о его скорейшей отмене.
В марте 2011 года она на время расторгла сделку с крупнейшей американской корпорацией Target Corporation по продаже своего будущего альбома из-за поддержки этой компанией политика Тома Эммера, последовательного противника гей-движения.

### Другие взгляды
Профессор социологии и религиоведения Марион Голдман считает, что наиболее ярко культурное влияние Ошо-движения на современность проявляется в поддержке Ошо Леди Гагой, отмечавшей, что она прочитала многие книги Ошо и полюбила их, и что ей очень близки идеи Ошо о восстании, которое проявляется в творчестве как «величайшей форме восстания в жизни», а также идеи Ошо о равенстве и борьбе за него. Голдман указывает, что заявления Леди Гаги не сопровождались критикой СМИ.

## Благотворительность и публичная позиция
Помимо записи музыки Леди Гага поддерживает благотворительность и участвует в различных акциях. После землетрясения на Гаити в 2010 году Гага пожертвовала доходы от концерта в Radio City Music Hall в Нью-Йорке в рамках тура Monster Ball от 24 января 2010 года, а также доходы от её онлайн-магазина за тот же день; общая сумма пожертвований, по словам певицы, составила более 500 тыс. долларов.
В 2011 году она пожертвовала 1,5 миллиона долларов — весь доход от продажи своих японских молитвенных браслетов на ликвидацию последствий землетрясения в Тохоку,а также выступила на благотворительном шоу MTV в поддержку Японского Красного Креста.
В 2012 году Гага пожертвовала 1 000 000 $ Американскому Красному Кресту на помощь пострадавшим от урагана Сэнди.
Гага также участвует в кампании по борьбе со СПИДом и ВИЧ, просвещая молодых женщин об опасности заражения. Вместе с Синди Лопер и MAC cosmetics она запустила линию губной помады под брендом Viva Glam, доходы от продажи этой помады компания направляет на борьбу с распространением ВИЧ. В интервью Marie Claire Леди Гага пояснила: «Я не хочу, чтобы Viva Glam была просто помадой, которую покупают, чтобы помочь. Я хочу, чтобы вы помнили, когда идёте куда-то на ночь, что в сумочку рядом с помадой надо положить презерватив».Таким образом было собрано более 202 миллионов долларов.
В 2016 году выступила в университете Невады вместе с бывшим тогда вице-президентом Джо Байденом в поддержку компании направленную на защиту студентов от сексуального насилия. В этом же году Гага посетила собрание конференции мэров городов США в Индианаполисе, где встретилась с Далай Ламой и обсудила с ним вопросы доброты и способы сделать людей и мир более сострадающим. За эту встречу она была включена Китайским правительством в список враждебных иностранных сил. Её музыка перестала распространяться в Китае, а любой контент с её участием, например трансляция церемонии Оскар, подвергался цензуре.
В 2020 году Гага курировала телевизионный благотворительный концерт One World: Together at Home, организованный в поддержку Фонда солидарности по борьбе с COVID-19 ВОЗ. За счёт этого было собрано 127 миллионов долларов, что, по мнению Форбс, позволяет считать его одним из крупнейших благотворительных концертов в истории, наряду с Live Aid — благотворительным фестивалем 1985 года, направленным на сбор средств пострадавшим от голода в Эфиопии.
В 2021 Гага получила премию Иоланды Дениз Кинг за свою поддержку и вклад в движение Black Lives Matter.
В 2022 году во время российского вторжения на Украину, неоднократно поддерживала Украину в социальных сетях и концертах, назвав на одном из них россиян «тупыми»
Они должны были арестовать меня в России, пока могли. Я сказала им надеть на меня наручники, я приехала с конвоем. Как были тупыми тогда, так и остались сейчас

### Фонд Born This Way
В феврале 2012 года Леди Гага в Гарвардском университете в штате Массачусетс открыла благотворительный фонд Born This Way, названный в честь собственного одноимённого альбома. Согласно официальному заявлению фонд создан для «поддержки здоровья молодых людей и совместной работы вместе с ними, чтобы сделать мир более добрым и смелым». В церемонии открытия принимали участие медиамагнат Опра Уинфри, писатель Дипак Чопра и министр здравоохранения Кэтлин Сибелиус.
Изначальная сумма фонда составляла 2,55 млн долларов, из которых 1,2 миллиона были пожертвованы самой Гагой. По договору с фондом крупная компания ODP, производящая канцелярию, пожертвовала 25 % от продаж своей специальной ограниченной серии товаров на благотворительность, что составило более 1 млн долларов. Также фондом был создан автобус специальный автобус Born Brave Bus, который следовал за певицей в туре и выполнял роль центра помощи молодым людям, ставшим жертвами травли.
В 2016 году Гага выступила в Йельском центре эмоционального интеллекта и вместе со старшеклассниками, политиками и академиками обсудила способы распознавания эмоций и их использования, направления, для достижения положительных результатов. В этом же году в фонд были направлены деньги от продажи 99 номеров журнала V, в котором Гага снялась вместе с Тейлором Кинни. В мае Гага вместе с Элтоном Джоном выпустила коллекцию одежды и аксессуаров для магазина Macy’s, 25 % от каждой покупки которой направлялись в фонд Born This Way и фонд Элтона Джона по борьбе со СПИДом.
В июне 2017 года певица сотрудничала со Старбаксом в рамках акции неделя доброты, по условиям которой компания жертвовала в фонд по 25 центов с продажи некоторых своих напитков. Она также приняла участие в ролике компании Staples для сбора средств некоммерческой благотворительной организации DonorsChoose, помогающей совершать пожертвования на различные проекты в государственных школах, а также средств для своего фонда.
13 ноября 2018 года во Всемирный день доброты Гага совместно с фондом доставила еду в приют Красного Креста для людей, покинувших свои дома из-за пожаров в Калифорнии. Фонд также сотрудничал со Старбаксом и компанией SoulCycle, чтобы отблагодарить пожарных за их работу. Ранее певице самой пришлось покинуть свой дом в Малибу из-за лесного пожара Вулси, распространившегося в Калифорнии.
В марте 2019 года Гага опубликовала открытое письмо сторонникам своего фонда, в котором объявила о запуске пилотного проекта программы оказания первой помощи для подростков в области психологического здоровья совместно с некоммерческой организацией «Национальный совет по поведенческому здоровью». В письме она сказала: «Я знаю, что значит иметь кого-то, кто поддерживает меня и понимает, через что я прохожу, и у каждого молодого человека в мире должен быть кто-то, к кому можно обратиться, когда ему больно. Это спасло мою жизнь, и это спасёт их жизни».
В сентябре 2020 года Гага выпустила книгу «Канал доброты: истории о доброте и сообществе» (Channel Kindness: Stories of Kindness and Community) — антологию из 51 истории о доброте, храбрости и стойкости, собранной сотрудниками фонда по всему миру. Гага продвигала книгу в рамках челленджа «21 день доброты» и хэштега #BeKind21.
Во Всемирный день доброты 2021 года Гага выпустила 30-минутный специальный выпуск «Сила доброты» в рамках программы фонда «Канал доброты», в котором вместе с экспертом по психическому здоровью доктором Алфи Бреланд-Ноубл и группой из одиннадцати молодых людей она исследовала связь между добротой и психическим здоровьем. В 2021 году Гага совместно с брендом шампанских вин Dom Pérignon выпустила ограниченную серию бутылок Rosé Vintage 2005 вместе с эксклюзивной скульптурой, созданной ею. 110 бутылок этой серии были проданы на аукционах, а прибыль пошла в фонд.

### Поддержка ЛГБТ
Являясь бисексуальной женщиной, Гага выступает за активную поддержку прав ЛГБТ-сообщества по всему миру.Значительную часть своего успеха, как мейнстривого артиста она связывает с большим количеством гей-фанатов. Саму певицу при этом часто называют гей-иконой.
Гага заявляла, что на ранних этапах карьеры у неё были трудности с трансляциями композиций на радио и назвала гей-сообщество своим «поворотным моментом».В частности, в примечаниях к своему дебютному альбому The Fame она поблагодарила FlyLife — ЛГБТ-маркетинговую компанию, с которой сотрудничает её лейбл Interscope.Также одно из первых телевыступлений певицы состоялось на премии NewNowNext-Awards,присуждаемой за достижения связанные с ЛГБТ в сфере развлечений и поп-культуры, транслируемой тематическим ЛГБТ-каналом Logo TV.
В 2009 году Гага выступила на Национальном марше за равноправие в Вашингтоне, в поддержку ЛГБТ-движения. Она присутствовала на церемонии вручения наград MTV Video Music Awards 2010 в сопровождении четырёх геев и лесбиянок, бывших военнослужащих вооружённых сил США,которые не могли открыто служить в соответствии с политикой, которая запрещала открытую гомосексуальность в армии. Гага призвала поклонников связаться со своими сенаторами, чтобы добиться отмены этого запрета. В сентябре 2010 года она выступила на митинге сети правовой защиты военнослужащих в Портленде. После этого The Advocate — журнал, ориентированный на ЛГБТ сообщество, назвал её ярым защитником геев и лесбиянок.
В 2011 году Гага выступила на Европрайде и раскритиковала правительства за плохую ситуацию с правами геев во многих европейских странах, назвав их «революционерами любви». Она также была рукоположёна в священники монастырём Церкви Вселенской Жизни, чтобы провести лесбийскую свадьбу двух своих близких подруг.
В этом же году Джейми Родемейер — подросток известный своим активизмом против гомофобии, за несколько часов до своего самоубийства, вызванного травлей в реальности и Интернете, опубликовал в Твиттере запись, где поблагодарил Гагу за всё что она делала. Он являлся поклонником певицы и часто использовал её песни в своих видео. Узнав о его смерти, Леди Гага заявила, что она была очень расстроена. Затем она посвятила свою песню Hair Джейми во время выступления на музыкальном фестивале iHeartRadio в MGM Grand Hotel в Лас-Вегасе, сказав: «Я написала эту песню о том, что твоя личность — это всё, что у тебя есть, когда ты в школе… так что сегодня вечером, Джейми, я знаю, что ты там, наверху, смотришь на нас, и ты не жертва. Ты урок для всех нас. Я знаю, что это немного угнетает, но иногда есть вещи важнее музыки». Позже Леди Гага встретилась с Бараком Обамой, чтобы обсудить мероприятия по предотвращению, издевательства в школах.
В июне 2016 года во время панихиды в Лос-Анджелесе в память о жертвах нападения в ночном гей-клубе в Орландо Гага зачитала вслух имена 49 человек, погибших в результате нападения, и выступила с речью. Позже в том же месяце Гага появилась в видео, посвящённом жертвам нападения, организованном Human Rights Campaign — ЛГБТ правозащитной организацией.
На выборах президента США того же года она выступила против Дональда Трампа и поддержала бывшего госсекретаря Хиллари Клинтон. В частности, певица критиковала кандидата за предложение исключить трансгендерных людей из армии США. А уже после его избрания, в 2018 году, когда произошла утечка информации, согласно которой администрация президента планировала изменить определение слово «пол» в документах, чтобы исключить трансгендерных людей — Гага была одной из звёзд выступивших с резкой критикой и присоединившихся к движению #WontBeErased (#НеБудетСтёрто) в Твиттере. В январе 2019 года она также раскритиковала вице-президента Майка Пенса, а точнее, его жену Карен Пенс, за то что та работает в евангелистской христианской школе, в которой отказывают в поступлении ЛГБТ-людям, называя их «худшим воплощением того, что значит быть христианином». Гага также заявила: «Я христианка, и что я знаю о христианстве, так это то, что у нас нет предубеждений, и мы всем рады».

## Социальная сеть LittleMonster
10 февраля 2012 года Леди Гага запустила собственную социальную сеть LittleMonsters. Зарегистрированные посетители ресурса смогут делиться друг с другом фотографиями и роликами, «помечать» вызывающие у них интерес места и объекты, а также общаться с певицей по чату.

## Влияние
В 2012 году в честь певицы был назван вид паразитических наездников — Aleiodes gaga (Braconidae, перепончатокрылые насекомые).

## Дискография
- The Fame (2008) (переиздан в 2009 году как The Fame Monster)
- Born This Way (2011)
- Artpop (2013)
- Cheek to Cheek (совместно с Тони Беннетом) (2014)
- Joanne (2016)
- Chromatica (2020)
- Love for Sale (совместно с Тони Беннетом) (2021)
- Mayhem (2025)

## Концертные туры
Как сольный исполнитель
- 2009 — The Fame Ball Tour
- 2009—2011 — The Monster Ball Tour
- 2012—2013 — The Born This Way Ball Tour
- 2014 — ArtRave: The Artpop Ball Tour
- 2017 — Joanne World Tour
- 2022 —  Chromatica Ball Tour
- 2025—2026 — The Mayhem Ball

Совместные туры с другими исполнителями
- 2014–2015 — Cheek to Cheek Tour
- 2022 — Love for Sale Tour (отменён)[165]

На разогреве
- 2008 — New Kids on the Block: Live[166]
- 2009 — Doll Domination Tour[167]
- 2009 — Take That Presents: The Circus Live[168]
- 2009–2010 — This Is It (отменён)[169]

## Фильмография
- «Lady Gaga Presents the Monster Ball Tour: At Madison Square Garden» (2011) — в роли самой себя
- «A Very Gaga Thanksgiving[англ.]» (2011) — в роли самой себя
- «Мачете убивает» (2013) — третье обличие Хамелеона
- «Город грехов 2» (2014) — Берта
- «Американская история ужасов: Отель» (2015) — Графиня Элизабет
- «Американская история ужасов: Роанок» (2016) — Ската
- «Гага: 155 см[англ.]» (2017) — в роли самой себя
- «Звезда родилась» (2018) — Элли
- «Дом Gucci» (2021) — Патриция Реджани
- «Друзья: Воссоединение» (2021) — камео
- «Джокер: Безумие на двоих» (2024) — Харли Квинн